# Pierre-Louis Costes
Pour les articles homonymes, voir Costes.
Pierre-Louis Costes (né le 25 janvier 1990) est un bodyboarder français.
Il est l'un des meilleurs Bodyboarders au monde, et est le plus grand espoir européen.
Il fait ses premiers pas en bodyboard à Casablanca au Maroc, où il progresse très rapidement sous la protection de surfers locaux du spot 23 et Dar Bouazza.
Il a intégré l'équipe de France junior à seulement 12 ans et obtenu son premier titre de champion d'Europe à 14 ans. À 15 ans, il est le plus jeune membre de l'équipe de France open, il obtient la 5e place aux championnats d'Europe.
En 2005, il se classe 21e mondial sur le circuit pro IBA en remportant une étape en Australie.
En 2006, il se classe 28e mondial ... Mais, est élu meilleur jeune du circuit, ainsi que 11e au classement fait par les bodyboardeurs eux-mêmes.
En 2009, il termine 2e mondial à Pipeline lors de la 1re étape du circuit IBA derrière Ryan Hardy et devant Guillaume Tamega et Dave Winchester.
Lors de la 1re étape du circuit IBA à Shark Island, il atteint admirablement les 1/4 de finale où il est éliminé par le champion du monde sortant Jeff Hubbard.
Il prend cependant sa revanche sur ce dernier lors de l'Arica challenge au Chili ou il atteint le podium ... Il se révélera longtemps comme le favori de cette épreuve (en mettant KO ses adversaires a coup de backflip et ARS dans des sections très délicates) avant de tomber en man/on/man contre un très bon tacticien en 1/2 finale, Centeno, qui avouera que PLC était meilleur que lui.
Après cette épreuve chilienne, PLC se positionne à la 6e place mondiale.
Au Portugal, deux épreuves sont au programme, une à Nazaré et l'autre à Sintra, où PLC est respectivement éliminé en 1/4 et en 1/8 dans des conditions de surf déplorables. Cependant, il conserve sa place au classement IBA.
En 2011, après une dernière étape pleine de suspens sur la mythique vague du FRONTON, Pierre Louis Coste est sacré champion du monde de bodyboard 2011, consécration ultime pour un bodyboarder.
Il réédite cette performance en 2016 et en 2021
En 2018, il termine 4ème au Championnat du Monde APB World Tour.